# エログロナンセンス
エロ・グロ・ナンセンスとは、エロ（エロティック、煽情的）、グロ（グロテスク、怪奇的）、ナンセンス（ばかばかしい）を組み合わせた語で、昭和初期の文化的風潮を示す語である。
1930年（昭和5年）に、それまで使われていた「エロ・グロ」に「ナンセンス」を加えて使われはじめた流行語とされる。

## 概要

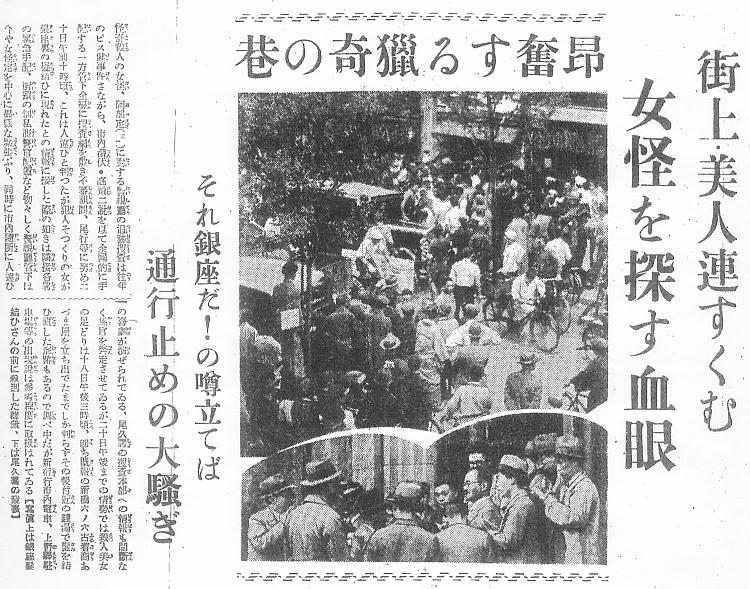
「阿部定パニック」（1936年5月）。エログロの極み・阿部定に昂奮する巷のナンセンスぶりを新聞各紙が面白おかしく書き立てた

この時期には文字通り、エロ・グロ・ナンセンスをテーマとする本・雑誌・新聞記事・楽曲などがブームとなり、盛んにリリースされた。時代としては、大恐慌が起こった1929年（昭和4年）ごろから、2・26事件が起こった1936年(昭和11年)ごろまでの期間に当たる。
1928年に江戸川乱歩の『陰獣』が雑誌「新青年」に掲載され、猟奇ブームが巻き起こる。同年、夢野久作が『瓶詰の地獄』を発表。『江戸川乱歩全集』が刊行された1932年頃がブームのピークである。夢野久作は1935年に『ドグラ・マグラ』が刊行された後、1936年に死去。同年、江戸川乱歩は『怪人二十面相』で少年向けに転身、戦時体制に突入するとともに旧作は絶版・発禁、さらには断筆に追い込まれ、ブームは終息する。
新聞報道では1936年5月に阿部定事件と言う大ネタがあり、その報道を最後とする。歌謡曲では、1936年3月にリリースされて大ブレイク中の渡辺はま子『忘れちゃいやヨ』が、同年6月に「エロ歌謡」として発禁・回収。同月には国民歌謡の放送が開始され、エログロナンセンスの時代は終わる。
書籍に関しては、戦前の内務省への納本・検閲を通じて発禁とならずに（一部伏字・削除の上で）普通に流通した本の他に、検閲の結果発禁となった発禁本と、納本・検閲を通さず会員制のサークルによる頒布会の形式をとって流通した地下本（アングラ本）があり、それぞれ研究の対象となっている。発禁本は主義者（イスト）の本もあるが、ほとんどはエログロナンセンスの本である。
当時の発禁本については戦後の国立国会図書館に収蔵されているものが、国立国会図書館によって『国立国会図書館所蔵発禁図書目録』としてまとめられているほか、一部は戦後に占領軍に接収されたものが米国議会図書館に収蔵されており、国立国会図書館と米国議会図書館の共同でデジタル化の作業が進められている（たとえ『エロエロ草紙』のようなタイトルでも、現代の基準ではそれほどエロくないので、著作権が満了している限りはデジタル公開できるものが多い）。また、検閲で一部削除されて出版が許可されたものについても『検閲削除処分切取ページ集』としてまとめられている。ただし、日本では戦後に至っても発禁が行われている状況で、国民が国立国会図書館所蔵の発禁図書を閲覧できるようになったの自体がごく最近であるため、まだあまり研究が進んでいない。大滝則忠（第15代国立国会図書館長）らによって発禁本の調査が進められ、2010年代よりインターネット公開が開始されたが、当時の約11,000点以上の発禁本のうち国立国会図書館が所蔵するのは約7,000点規模と推測されており、後は個人の蔵書に頼ることになる。
発禁となったために結果として地下本として流通されることになった作品とは違い、最初から地下本として流通されるために制作された作品は、国立国会図書館に収蔵されておらず研究者が自力で発掘する必要がある上に、官憲の追及を避けるために発行者や発行年すら不明の物も多く、地下本の世界についてはよく解っていない。城市郎が2011年に明治大学に寄贈した、7000点に及ぶ「城市郎コレクション」が特筆すべきコレクションで、研究者による解読を待っている。
エログロナンセンスのムーブメントを担った大手出版社としては、「新青年」の博文館や、「江戸川乱歩全集」の平凡社などがある。戦後に平凡社自身によって、サブカルチャーの文脈で再評価されており、「太陽」「別冊太陽」レーベルで江戸川乱歩や地下本の特集などが組まれている。「太陽」の記事や著作などを通して、戦後にエログロナンセンス時代を再評価した、紀田順一郎や荒俣宏らの功績は大きい。

### 発禁
大日本帝国で出版されるすべての出版物は内務省警保局によって検閲が行われ、エロ・グロ・ナンセンスをテーマとする本は出版法に基づいて、雑誌や新聞は新聞紙法に基づいて、即座に発売禁止処分となった。検閲はとても厳しいうえに、基準がよく解らず、江戸川乱歩のように発禁がわりと見えている作家だけでなく、出版前から「名著」と称えられ戦後には教科書に掲載されることになる萩原朔太郎『月に吠える』ですら、初版（1917年）は発禁を食らった。
そのため、1920年代には、大手出版社では納本時の検閲に先立って「内閲」と呼ばれる事実上の事前検閲制度が導入されており、検閲官との協議の上、ゲラの段階で検閲で引っかかりそうなところはあらかじめ伏字にしておくことで、発禁を逃れることにしていた。例えば江戸川乱歩や夢野久作を擁する『新青年』や『改造』は、伏字が多かった。「内閲」の導入時期は明らかでないが、1919年に「削除処分」を食らった谷崎潤一郎の『人魚の嘆き』の挿絵（水島爾保布・画）が最初期の例として挙げられる。本を刷ってしまった後に発禁を食らうと出版社にとっては大損害となったため、「内閲」はむしろ出版社からの要望という面が大きかった（内閲にあたる内務省図書課にとっては、ただでさえ人が少ない上に出版数が増えていたので、負担が大きかった）。
しかし、「内閲」を行っているのにもかかわらず『改造』1926年7月号が発禁を食らったため、『改造』だけでなく『新潮』や『文藝春秋』など他の大手雑誌も抗議の論を掲載するなど、出版業界は大いに反発する。同年には日本文藝家協会を中心に「検閲制度改正期成同盟」が結成され、改造社社長の山本実彦や文藝春秋社社長/日本文藝家協会会長の菊池寛らが浜口雄幸内務大臣に直接面会して圧力をかけるなどした結果、1927年に「内閲制度」が廃止される。
おりしも普通選挙法の施行（1925年）もあって大正デモクラシーの機運がピークに達していた時代であり、看板雑誌の発禁で経営が悪化した改造社が1926年に円本の刊行を始め、社の経営を建て直すとともに、結果的に出版業界として民衆に安価な本を供給する体制を整えることになるなど、後に中小出版社だけでなく大手出版社からも円本の形態で発禁上等のエロ・グロ・ナンセンス本が乱発される背景として、このような検閲・発禁をものともしない出版業界の自由な気風が醸成されていたことが背景にあった（エロい円本は「円本」をもじって「艶本」と呼ばれる）。相変わらず検閲はとても厳しく、自主規制の伏字は多かったが、例えば「伏字表」と呼ばれる紙が付属しており、これを参照することで伏字になっている部分を埋められるなど、単に検閲に屈するだけでなく、検閲に対する何らかの策を弄していた出版社は多かった。
一方、検閲で発禁となった場合は、本当に発売できない。ただし、発売前に当局に押収され、市場に全く流通しなかったはずの「発禁本」が、実際は大量に市場に流通している現実がある。この時期に制作された、エロ・グロ・ナンセンスをテーマとするほとんどの作品は、頒布会の形式を用いて秘密裏に流通する「地下本」の形式を取って流通するか、もしくは検閲が済む前に発売してしまう「ゲリラ発売」の形式を取る。中には、本をあらかた売り切った後で検閲用の本を内務省に納本し、押収される用に残しておいた少数の在庫だけを押収してもらうという人もいた。「地下本」の頒布会として有名な「相対会」が戦後に公開したリストには、第一東京弁護士会会長・豊原清作などの名が記されているなど、「地下本」と言っても相当な規模の発行部数があり、また地下本を裁く法曹関係者ですら地下本の頒布会の会員が少なくなかったことが分かっている。
大手出版社でも、売れるとみると時機を逃さないために「ゲリラ発売」してしまった例がある。例えば、平凡社が江戸川乱歩の大ブームに合わせて刊行した『江戸川乱歩全集』の付録『犯罪図鑑』（1932年）が「風俗壊乱」の罪で発禁となった例がある。ブームの最盛期となる1932年頃には、平凡社や新潮社と言った大出版社までが発禁上等でエログロ本を乱発した。
レコードに関してはこれを専門に取り締まる法律が無かったため容易に取り締まれず、「エロ歌謡」が大流行して公然と一ジャンルをなした。1934（昭和9年）8月に出版法の改正が行われ、改正出版法第三十六条によってレコードも正式に出版法に基づく検閲・発禁の対象となったが、しばらくは検閲が緩かった。
1936年頃から検閲が苛烈になり、治安警察法によるレコードの旧譜の発禁も行われた。発禁第1号として、漫才のレコードが「ふざけすぎている」として発禁となった。さらに当時の大ヒット曲の『忘れちゃいやョ』（1936年）が「恰も婦女の嬌態を眼前に見る如き官能的歌唱」「エロを満喫」と判断され、治安警察法第十七条（「安寧秩序ヲ紊シ若ハ風俗ヲ害スル」）が適用され全レコードが回収された。これをきっかけに、レコード業界でもそれまでの事後検閲に代わってレコード会社と内務省の協議による事実上の事前検閲制度の導入に至る。
エロ・グロ・ナンセンスによって、出版法や新聞紙条例で発禁になっても、最高刑が2年以下の禁固であり、それほどひどい刑罰を受けるわけではなかったので（普通は罰金で済む）、発禁本を専門に出版する人もいた。例えば、明治・大正・昭和にかけて発禁を食らい続け、戦後もGHQによって発禁を食らった宮武外骨のような大物もいる。さすがに梅原北明クラスになると官憲の監視が常時付き、最終的に梅原は国外へ逃亡する。
治安維持法（1925年施行）で有罪になると最高刑が死刑であり、裁判を待たずに特高による獄中拷問死などが引き起こされることもあった。ただし治安維持法は、非合法ではあってもエロ・グロ・ナンセンスの地下出版には適用されなかった。また改造社は左翼系の出版物で発禁を食らうことが多かったが（例えば改造社は小林多喜二の『蟹工船・工場細胞』で1933年に発禁を食らっている）、これも単に出版法に基づいてのもので、まして改造社は江戸川乱歩などの本を発禁にもならずに普通に出版していた。このため、この時期のエロ・グロ・ナンセンス文化は、「テロよりエロ」「アカよりピンク」として、左翼が弾圧されることのバーターで内務省に黙認されていたとの説がある。（ただし、出版法第26条で「政体ヲ変壊シ又ハ国憲ヲ紊乱」するものと定義される社会主義の出版物と、出版法第19条で「安寧秩序ヲ妨害シ又ハ風俗ヲ壊乱」するもの定義されるエログロナンセンス本との区別は、実際は必ずしも明確ではなく、エログロナンセンスの研究者である荒俣宏は『プロレタリア文学はものすごい』において、プロレタリア文学は「変態」「エログロ」だと主張している。）
1937年の日中戦争開始からは戦中期となって、内閲制度が復活し、エロ・グロ・ナンセンスの出版が許されなくなるだけでなく、かつてエロ・グロ・ナンセンスを許容したような出版界の自由な気風も取り締まられるようになる。1930年代に大ブームを起こした江戸川乱歩も、戦時中は『芋虫』が発禁となり、既刊もほとんど絶版になるなどの苦難を受けた。
戦中期に消滅したエロ・グロ・ナンセンスの気風が復活するのは、戦後のアプレゲールの時代（1945年-）を待たねばならない。アプレゲール期のカストリ雑誌にはGHQによる検閲が行われたが、それでも昭和初期のエロ・グロ・ナンセンス期と同様に自由な気風が復活した。カストリ雑誌の記事は戦前のエログロナンセンス期の本の内容をそのまま流用したものも多かった。
日本国憲法施行後（1947年-）も刑法175条によるエロ・グロ・ナンセンスへの弾圧は続き（例えば、戦前に出版法違反で逮捕された相対会の小倉ミチヨは戦後に活動を再開したが、1957年に刑法175条「わいせつ物頒布等罪」違反で再び逮捕されている）、エログロナンセンス時代の文物をまともに再評価できるようになるのは弾圧が弱まった1970年代以後となる。1990年代にはついに『犯罪図鑑』が平凡社によって復刻され、2010年代には当時の発禁書物が国立国会図書館デジタルコレクションでネット公開される時代となっている。

## 出版

### 文藝市場社

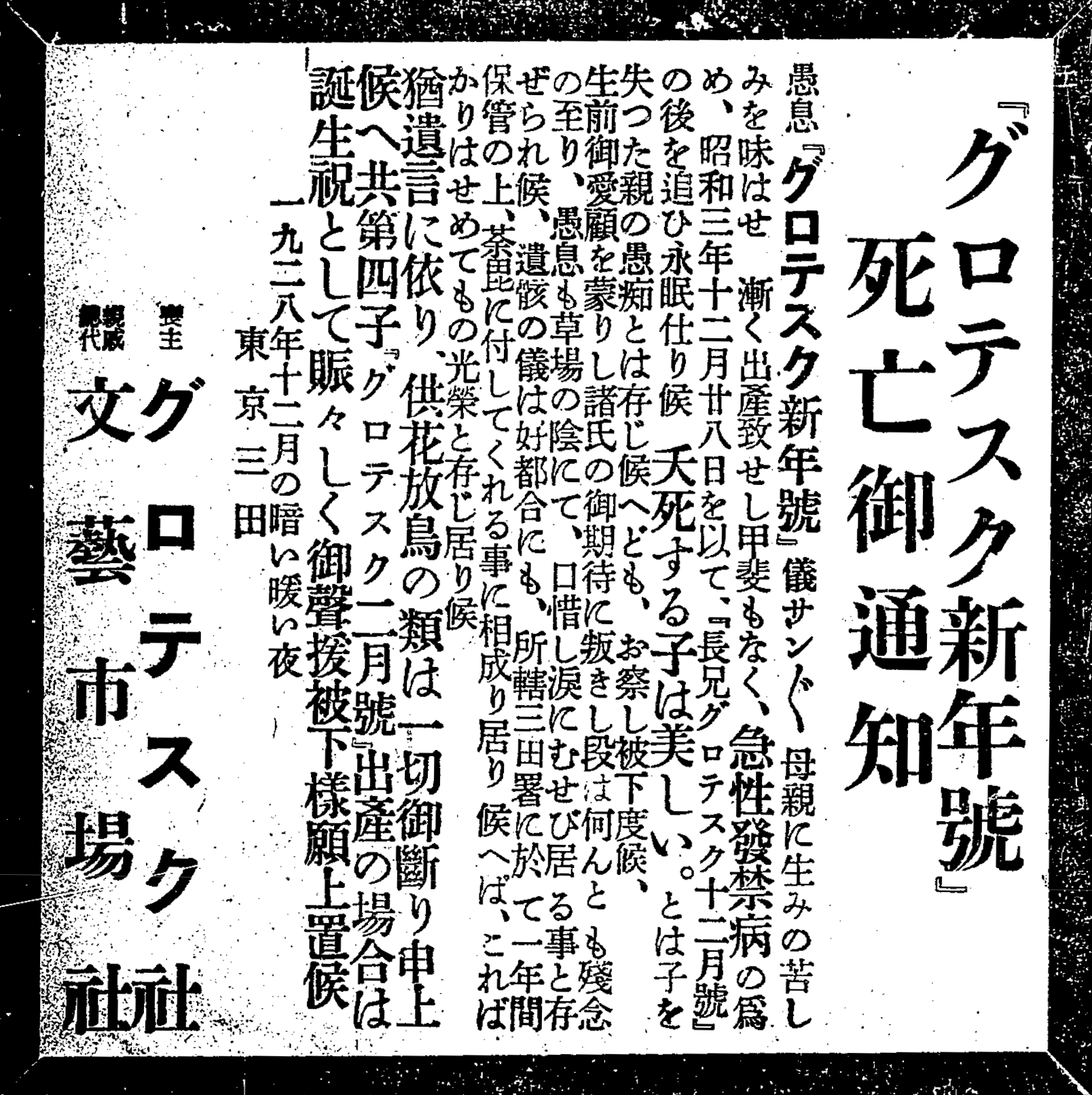
エログロナンセンスの帝王、地下出版の帝王、発禁王、罰金王、猥褻研究王と謳われた梅原北明編集の雑誌『グロテスク』新年号の発禁を伝えるパロディ死亡広告（1928年12月）

この時期のエログロナンセンスのムーブメントを先導したのが、梅原北明が率いる「文藝市場社」である。文藝市場社の同人による代表的な刊行作品としては、上森健一郎・編『変態資料』（1926年）、梅原北明・編『グロテスク』（1928年-1931年）、酒井潔『エロエロ草紙』（1930年、発禁）などがある。中でも梅原北明は発禁本で捕まって出所してすぐに発禁本を作り始めるなど、発禁が間に合わないほどの膨大な出版点数で知られる。
同社のほとんどの本が会員制のサークルで頒布される頒布会形式をとっていた（地下本）のに対し、『グロテスク』はどうみてもアングラ本なのに書店で堂々と販売されていたことから、雑誌『グロテスク』は当時のムーブメントの代表作とみなされ、戦後には復刊も行われている。また『グロテスク』第3号が発禁になった際には「『グロテスク新年号』死亡御通知」と題した奇抜な新聞広告を出すなどして、そのセンスが当時モボ・モガと呼ばれたおしゃれな若者たちに受け入れられ、とても売れたという（「変態」や「エロ」などとタイトルにあっても、本のデザイン自体は若者受けする割と洒落たものが多かった）。
発禁スレスレの本で売れまくり、やがて連続して発禁を食らったために当局の手入れを受けた梅原北明は、内務省の検閲を受けた発禁本以外にも大量の地下本の発行を行っていたことが当局に発覚し、1930年代初めごろに官憲の逮捕を恐れて満州に逃亡。上海で伏字が一切ないエロ雑誌『カーマシャストラ』などを発行していたが（実際は日本国内で出版されたようだが、地下本であるために詳細はよく解っていない）、1935年頃に出版業からは足を洗う。たび重なる当局の手入れによって、文藝市場社に集っていた人々も散り散りになり、ブームは終息する。

### 相対会
小倉清三郎と小倉ミチヨによる「相対会」も、当時のエログロナンセンスのムーブメントの一つとして特筆される。小倉清三郎は1913年より雑誌「相対」を刊行し、性の研究に情熱を注ぎ、「自慰」の言葉を生み出した。
雑誌「相対」は相対会の会員にのみ配布された雑誌で、表では流通できないため、地下流通である。相対会には相当な人数が入会していたとされ、戦後に公開されたリスト『相対会第一組合特別会員と恩人』には、芥川龍之介や大杉栄などそうそうたるメンバーの名前が並ぶ。「相対」に掲載された性体験のレポート『赤い帽子の女』は、芥川龍之介の作品だという説がある。
小倉清三郎は1933年に逮捕。小倉ミチヨも1936年に逮捕され、精神病院に収監される。1941年に清三郎が死去した後、ミチヨが後を継ぎ、1944年まで細々と活動した。
なお、「相対」は戦後に復刻されるが、ミチヨは1957年に猥褻文書販売でふたたび逮捕され、失意のまま精神病院で亡くなった。1990年代以後に河出書房新社によって「相対レポート・セレクション」として改めて復刻が行われている。

### 平凡社
1930年頃より大手出版社もブームに参入し、発禁上等で露骨なエログロ本を刊行したが、特に平凡社は粗製のエログロ本を乱発した。
そのうち有名なものとしては、『世界猟奇全集』シリーズ（1930年-1932年）があり、横溝正史や江戸川乱歩などの有名作家が海外の奇書を翻訳したものとして、全12巻のうち5冊が発禁になったことでも話題になり、各巻ともに1万部を超える売れ行きを示した。ただし、ゴーチェ『女怪』の翻訳者として名を連ねている江戸川乱歩は、実は名前を貸しただけで翻訳は全然知らない人が行ったことを『探偵小説四十年』で告白しており、他の書物も同様だったとみられている。
当時経営危機にあった平凡社は、同時期に発売された「江戸川乱歩全集」（全13巻、うち付録の『犯罪図鑑』が発禁）の大ヒットもあり、エログロナンセンスブームで会社を立て直す。

### 『犯罪科学』とその周辺
1900年代の東京帝国大学において変態心理学を講義していた精神分析学者の福来友吉は、超心理学に傾倒し、超能力を肯定的に評価して世間に超能力ブームを巻き起こしたが、明治43年（1910年）に発生した千里眼事件によってマスコミに「イカサマ」と批判され、ついに1915年に東大およびアカデミズムから追放された。同時に、福来の研究分野であった変態心理学や精神病理学などの臨床心理学は正統なアカデミズムの中心から外れ、その研究の中心は民間学者の手に移った。
1917年より刊行された日本精神医学会の機関紙『変態心理』は、「変態心理」の学問的意義と権威の確立のため、フロイトの精神分析学および「無意識」の概念を導入した。学術誌であった『変態心理』が1926年に廃刊になると、それと入れ替わるように、「変態心理」のいかがわしいイメージを受け継ぐ形で、エログロ色の強い会員制同人誌『変態・資料』が創刊された。
1929年には春陽堂とアルス社からフロイト全集が同時に刊行されるなど、昭和初期には日本でフロイトブームとも言える社会現象が起きた。その結果、フロイトの精神分析学は一般層にも広く知れ渡り、フロイトの説いた無意識の科学は尖端的な道具として一般に広く援用された。1930年には『犯罪科学』（武侠社）が創刊され、犯罪心理学を扱う学術誌を建前としつつも読者の耽奇的趣味を満喫させるその内容から、創刊号が7回版を重ねるなど好評を博し、1932年まで続刊した。『犯罪科学』主幹の田中直樹はその後も後継誌『犯罪公論』（文化公論社）を発刊し、エログロ雑誌界を風靡した。

### その他
その他の中小出版社によるものとしては、尖端軟派文学研究会の「尖端エロ叢書」シリーズなどがある。
大手出版社の作品としては、新潮社の『現代猟奇尖端図鑑』（1931年）があり、表紙画の佐野繁次郎をはじめとする豪華スタッフを起用、中小出版社の地下本とは格が違う豪華な製本、社を挙げた宣伝などでベストセラーとなり、エロは抜きにしても当時を代表する写真集となったが、新潮社の社史には載っていない。
なお、当時の風俗を作品内に描いたモダニズム文学が文学的・文学史的に評価されているのとは違い、当時の風俗そのものであるエロ・グロ・ナンセンス本は文学としては全く評価されておらず、サブカルチャーとして研究の対象になっている。

## 新聞

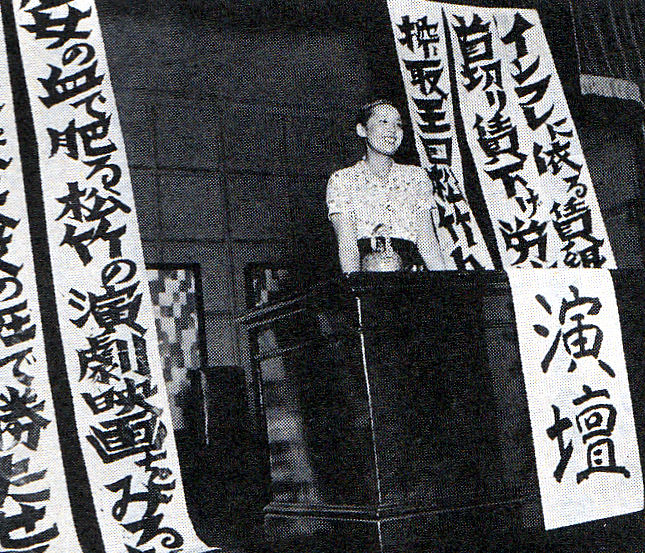
SKD松竹歌劇団のストライキを主導する水の江瀧子委員長（1933年）。新聞では「エロ争議」「桃色争議」と報道された

新聞記事でもエロ・グロ・ナンセンスなものが多くあった。日本共産党の非合法機関紙であった『赤旗』の戦後の回想によると、1929年（昭和4年）の大恐慌直後から、1936年（昭和11年）の二・二六事件勃発までをエログロナンセンスの時代としており、目の前の生活や政治などの問題を忘れさせるために大手新聞紙がこのようなエロ・グロ・ナンセンスの記事を執筆したもので、大手紙による報道合戦が起きた1936年の阿部定事件をブームの頂点としている。『赤旗』の回想では、松竹のレヴューガールのストライキのニュースに太ももの写真を付けて「エロ争議」と報道した大手新聞の記事が例に挙げられている。（一応歴史用語としては、「桃色争議」、「松竹レヴュー争議」、「ターキーストライキ」などと呼ぶのが一般的である）

## 歌謡曲
この時期の歌謡曲においては、「ネエ小唄」と呼ばれるジャンルが流行した。「ねえねえ愛して頂戴ね」と歌う佐藤千夜子の『愛して頂戴』（1929年）がブームの火付け役で、扇情的な歌詞から「エロ歌謡」とも呼ばれたが、おりしも大恐慌による不況とともに左翼運動が激化していく頃であり、「テロよりはエロ」「赤色に染まるなら桃色のほうがマシ」として内務省に許容された。
しかし1936年、「ネェ 忘れちゃいやョ」と歌う渡辺はま子の『忘れちゃいやョ』の「ネェ」の発音があまりにエロいと判断され、治安警察法が適用されてついに発禁となる。歌謡曲の歴史においては、これにより「ネェ小唄」「エロ歌謡」の時代が終わり、国民歌謡の時代となる。
エロ歌謡の発禁で活動休止に追い込まれた渡辺はま子は、1938年の『愛国の花』の大ヒットにより、戦時下の国民歌謡歌手として表舞台に復帰する。

## 舞台・演劇
この時期を象徴する劇団が、1929年7月に浅草で旗揚げされたカジノ・フォーリーである。エロとナンセンスを取り入れた「レヴュー」を主体とするカジノ・フォーリーは非常に流行したことから、他の劇団もこの流れに追随し、1930年には浅草に「エロ」があふれるようになった。この時期の浅草の様子は、同時期に川端康成が東京朝日新聞夕刊に連載していた『浅草紅団』でも描写されている。
しかし1930年11月、警視庁保安部が「エロ取締規則」を通達し、股下二寸未満のズロースなどを禁止し、脚本の検閲を行うようになった（これを東京朝日新聞1930年11月25日付は「エロ征伐」として報道）。この結果、浅草の興行は「レヴュー」を主体とするものから軽演劇を主体とするものに移行した。
「手も足も出ぬ猛烈なエロ征伐」は興行主からは不満だったが、一方で脚本の質的向上に寄与した一面もある。カジノ・フォーリー代表の「エノケン」こと榎本健一は、1940年の「興行取締規則」によって苛烈な検閲が行われるようになるまで、同時期に活躍した喜劇役者の古川ロッパとともに「エノケン・ロッパ」と並び称される一時代を築いた。

## 風俗

### カフェー
1930年当時、コーヒーよりも女給のエロを売りにする「カフェー」と呼ばれる文化が存在した。
東京では1930年当時、「レヴュー」文化が盛んだった浅草に対し、銀座では「カフェー」と呼ばれる喫茶店文化が盛んであった。銀座には1911年に「カフェー・プランタン」「カフェー・ライオン」「カフェーパウリスタ」などが開業して以降、カフェーが多く存在した。給仕の中には女性も存在し、とりわけ「カフェーライオン」は女給を多く抱えていたが、給仕以上のものではなく、「カフェーライオン」では給仕以上のことをする品行不良な女給はクビにしていた。しかし、1924年に開業した「カフェー・タイガー」は女給の接客を売りにし、女給に売り上げを競わせることで繁盛した。現在のクラブの走りとされる。「カフェー・タイガー」では「カフェー・ライオン」をクビになった女給を積極的に雇っており、「カフェー・タイガー」の成功を見た「カフェー・ライオン」も次第に女給の濃厚な接客を売りにするようになった。
大阪では、千日前にあった「カフェ・ユニオン」が大正末頃にダンスホールを併設し、「大人の社交場」として機能するようになった。1928年、「ユニオン」が人形町に出店したのが「大阪式カフェー」が東京に進出した最初である。1930年には戎橋「カフェー美人座」や道頓堀「カフェー日輪」が銀座に進出するに及び、「大阪式カフェー」が東京を席巻するようになった。「大阪式カフェー」の特徴として、従来の銀座のカフェーよりもさらに濃厚な「エログロ」サービスと、客を選別せず学生でも入りやすい雰囲気だったことが挙げられる。この「大阪エロの洪水」に対抗するように、銀座のカフェーのエロは激化。性的サービスを行う店も登場した。
1931年当時の日本は「スピード時代」「エロ時代」だったので、遊廓と比べて安価に早く自由恋愛が行えるカフェーは大衆（特に若者）に人気となった。また、遊廓は主に身売り（人身売買）によって就職し、年季が明けるまで退職することができない前近代的な就労環境だったのに対して、カフェーは募集広告を見て就職し、辞めたいときに辞められる自由な就労環境だったという点でも「モダン」な環境として若者から人気で、経済的困窮に拠らずに望んで就労する女性も少なくなかった。永井荷風はカフェーに通った日々のことを『断腸亭日乗』に記しており、林芙美子はカフェーでバイトをしていた時期のことを『放浪記』に記している。
戦争の激化とともにコーヒーの輸入が滞るようになり、次第に廃業する。最終的に1944年2月の閣議決定「決戦非常措置要綱」に従い、カフェーはすべて廃業する。

### その他
また、日本の各地で開催されていた「衛生博覧会」というイベントも特筆すべき風俗で、この時期は来場者の興味を引くためにエログロの見世物小屋的な演出を行っていた。衛生博覧会は乱歩の作品にもよく登場する。ちなみに、この衛生博覧会に用いる人体模型を製作していたのが、1925年に「島津マネキン」を創業して日本初となるマネキンの製造を行った島津源蔵（島津製作所二代目社長）である。

## 参照
1. ↑  大正時代末期から始まったとの説もある。デジタル大辞泉 「エログロナンセンス」の意味・読み・例文・類語『エログロナンセンス』 - コトバンク参照
2. ↑  「エロ‐グロ‐ナンセンス」『日本国語大辞典』第2版。
3. 1 2  “「忘れちゃいやよ/渡辺はま子」の歌詞 って「イイネ！」”. Uta-Net. 2023年12月17日閲覧。
4. ↑  戦前期の発禁本のゆくえ[リンク切れ]
5. ↑  浅岡邦雄「出版検閲における便宜的法外処分」『中京大学図書館学紀要』第38巻、2018年3月、8頁、NAID 120006424134。
6. ↑  “わいせつ物頒布等罪（わいせつぶつはんぷとうざい） | 刑事事件の刑事犯罪集”. 私選弁護人、示談なら刑事事件の弁護士無料相談-名古屋市・愛知県. 2023年12月17日閲覧。
7. 1 2 3  竹内瑞穂「モダン文化のいかがわしき知 : 雑誌『精神分析』『犯罪科学』の復刻について」『JunCture : 超域的日本文化研究』第1巻、名古屋大学大学院文学研究科附属日本近現代文化研究センター、2010年1月、233-235頁、doi:10.18999/juncture.1.233、hdl:2237/00031371、ISSN 1884-4766。
8. ↑  中根隆行「純文芸雑誌『文学界』誕生の周辺 ―文化公論社田中直樹の文化観―」『文学研究論集』第16号、筑波大学比較・理論文学会、1999年3月、61(34)-74(21)、ISSN 09158944、NAID 110000539565。
9. ↑  『弾圧をついて : アカハタの歴史』アカハタ関西総局、1948年。NDLJP:1454128
10. ↑  『銀座細見』p.157,1931年,安藤更生,春陽堂
11. ↑  『銀座細見』p.6,1931年,安藤更生,春陽堂